# Tennemann Verlag
Der Tennemann Verlag oder Tennemann media ist ein deutscher Verlag, der in Buch-, Hörbuch und Musikproduktionen besonders Autoren, Künstler und Musiker aus dem Norden Deutschlands vertritt.

## Geschichte
Der Verlag wurde 1999 von dem Journalisten Leif Tennemann gegründet. Er hat seinen Sitz in Schwerin. Ursprünglich auf Autoren aus Mecklenburg-Vorpommern konzentriert, produziert der Verlag inzwischen Urheber und Künstler aus dem gesamten norddeutschen Raum. Seine Schwerpunkte liegen bei Buch- und Hörbuchproduktionen zur regionalen Zeitgeschichte, Veröffentlichungen in Niederdeutscher Sprache, Kinderliteratur, Belletristik und Kriminalliteratur. Im Bereich der Musikproduktion widmet sich der Verlag unter Berücksichtigung der regionalen Ausrichtung einem breiten Spektrum von Folk bis zur Klassik. Der Verleger erhielt 2009 den Martha Müller-Grählert-Preis.

## Programm

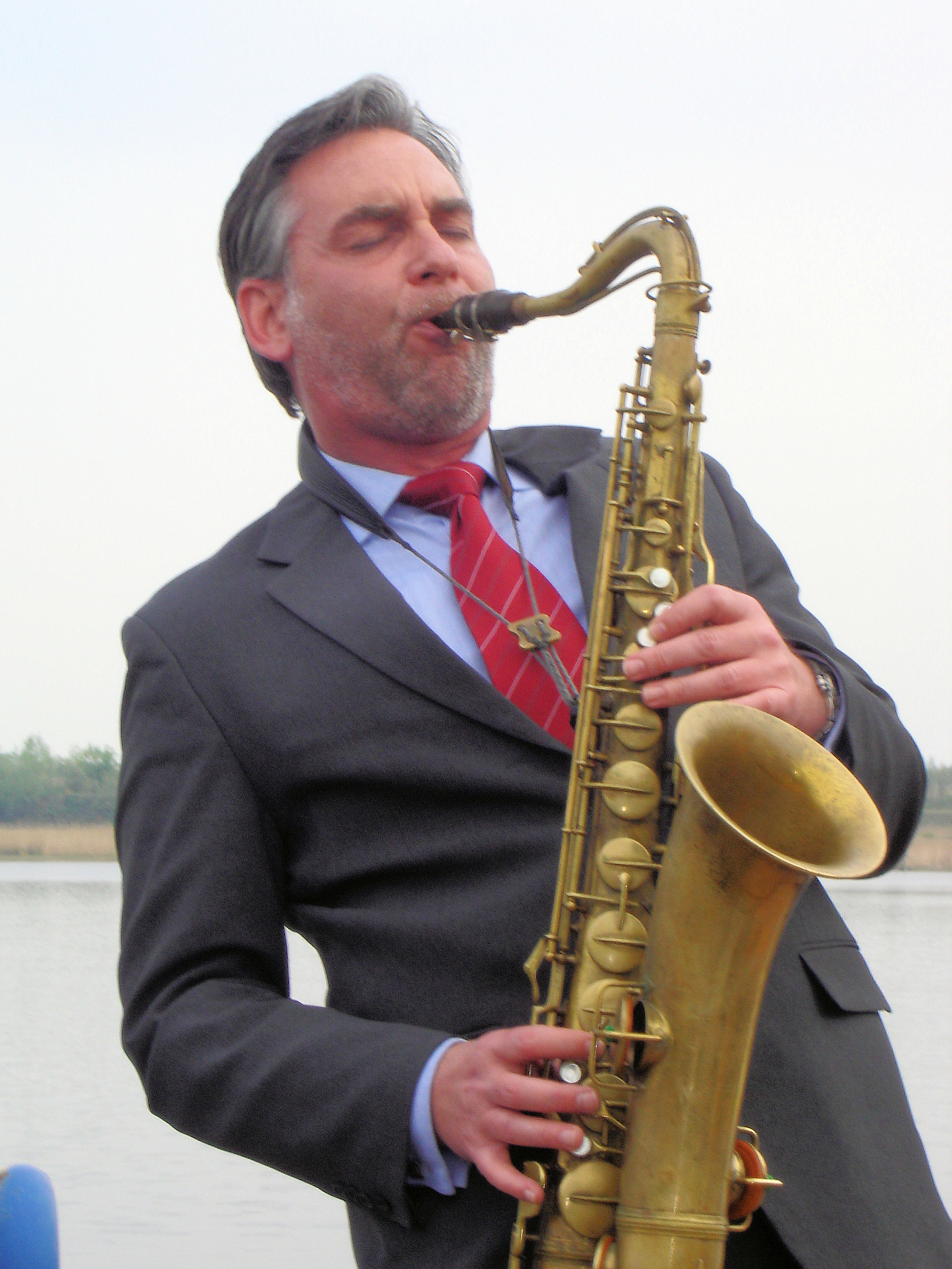
Andreas Pasternack

Der Saxophonist Andreas Pasternack von der Pasternack Big Band, der 2007 mit dem Kulturpreis der Hansestadt Rostock ausgezeichnet wurde, veröffentlicht unter dem Label von Tennemann media seine CD Wie beim ersten Mal. Der Hamburger Komponist und Blues-Musiker Lars-Luis Linek wird seit 2010 von Tennemann publiziert. Der Liedermacher Kurt Nolze gab im Tennemann Verlag eine Anthologie seiner Lieder heraus.
Weitere bekannte Interpreten und Autoren aus Mecklenburg-Vorpommern wie zum Beispiel De Plattfööt, Enzi Enzmann, Dieter Karow, Willi Siggi Scholz, die Dabeler Müllerburschen, Skiffle Train, Ossenkopp und Die Windflüchter finden sich mit Kompositionen, Texten und Produktionen im musikalischen Programm des Tennemann Verlages.
Seit 2008 veröffentlicht Manfred Brümmer im Tennemann Verlag.
Einige Buch- und CD-Produktionen werden mit der Niederdeutschen Bühne „Fritz Reuter“ und dem Norddeutschen Rundfunk, zum Beispiel Hell ward dat in uns Stuben – Plattdütsch Wiehnachten mit de Fritz-Reuter-Bühn. oder die Buch- und CD-Produktion “Weggelacht. Witze aus der DDR” realisiert.
CDs und Bücher aus der Serie „De Mallbüdel“ zur plattdeutschen Radio-Show „De Plappermoehl“ (NDR 1 Radio MV) werden seit Jahren vom Verlag veröffentlicht.